# Belknap (Montana)
Belknap es un lugar designado por el censo ubicado en el condado de Sanders en el estado estadounidense de Montana. En el Censo de 2010 tenía una población de 158 habitantes y una densidad poblacional de 12,82 personas por km².

## Geografía
Belknap se encuentra ubicado en las coordenadas 47°38′50″N 115°25′20″O / 47.64722, -115.42222. Según la Oficina del Censo de los Estados Unidos, Belknap tiene una superficie total de 12.33 km², de la cual 12.33 km² corresponden a tierra firme y (0%) 0 km² es agua.

## Demografía
Según el censo de 2010, había 158 personas residiendo en Belknap. La densidad de población era de 12,82 hab./km². De los 158 habitantes, Belknap estaba compuesto por el 96.84% blancos, el 0.63% eran afroamericanos, el 0% eran amerindios, el 0% eran asiáticos, el 0% eran isleños del Pacífico, el 0% eran de otras razas y el 2.53% pertenecían a dos o más razas. Del total de la población el 1.27% eran hispanos o latinos de cualquier raza.